# 劇場版ポケットモンスター ダイヤモンド&パール 幻影の覇者 ゾロアーク
- ポケットモンスター > アニメ
  - 劇場版 > 幻影の覇者 ゾロアーク
  - ダイヤモンド&パール > 幻影の覇者 ゾロアーク

『劇場版ポケットモンスター ダイヤモンド&パール 幻影の覇者 ゾロアーク』（げきじょうばんポケットモンスター ダイヤモンド＆パール げんえいのはしゃ ゾロアーク）は、2010年7月10日に東宝系で公開のテレビアニメ『ポケットモンスター』の劇場版第13作の作品。また、2010年8月5日に発売された同名タイトルの小説である。

## 概要
『ダイヤモンド&パール』完結編。当初発表されたタイトルは『幻影の覇者Z』であり、本作で初公表となるポケモン・ゾロアークの名は伏せられていた。また、2002年『水の都の護神 ラティアスとラティオス』から今作までの9年間に渡って続いていた「劇場版で（後に正式タイトルに組み込まれる）主役となるポケモンはそれまでゲーム版で公開されていなかった初登場のポケモン」という慣例が今作で一旦途切れたが、2012年の『キュレムVS聖剣士 ケルディオ』で2年ぶりに慣例が復活した。
アニメ版『ダイヤモンド&パール』で唯一、発売前の新作『ブラック・ホワイト』のポケモンが登場した作品で、昨年発売された『ポケットモンスター ハートゴールド・ソウルシルバー』のポケモン と大きく絡む。前作『アルセウス 超克の時空へ』のエンディング後の予告には、ホウオウとルギアが、予告CMにはカイオーガが登場したが、いずれも本編には登場しない。
本作の舞台のモデルはオランダとベルギー。時系列はDPの171話から179話までである。『劇場版　ポケットモンスターミュウツーの逆襲』 から12年間出演してきたタケシはアニメ版でポケモンドクターを目指すため降板しており最後の映画出演となった。
陣内孝則と塚本高史が共演するのは4作目 となるが、アニメ映画としては初となる。公開から約数か月後 にポッチャマを演じる小桜エツ子が「小桜エツコ」と改名され、小桜が「小桜エツ子」の芸名で出演する映画は当作品が最後となった。
BGMに『結晶塔の帝王 ENTEI』、『セレビィ 時を超えた遭遇』の楽曲アレンジが一部使用されている。また、随所にこれまでの劇場作品を彷彿とさせるような描写が散りばめられている。そして、『七夜の願い星 ジラーチ』（2003年）以来久々にロケット団が「いい感じ」と言う場面があり、この台詞で物語が締めくくられるのは『セレビィ 時を超えた遭遇』（2001年）以来となる。
エンディングではシンジやノゾミ、ジュンなどの、サトシとヒカリのライバルキャラクターやシンオウ地方のジムリーダー、四天王・チャンピオン、フロンティアブレーンのクロツグがパートナーのポケモン達と共に登場している。
各映画館で「『劇場版ポケットモンスター ダイヤモンド&パール 幻影の覇者 ゾロアーク』は、テレビ番組の映像基準とは異なる手法で製作いたしました。ごくまれに光が原因で体に異常を感じる体質の方がおられます。過去に光が原因で体に異常を感じた経験のある方は、ご覧になる前に医師にご相談ください。ピカチュウプロジェクト」という観賞の際の注意が促された。
全国369スクリーンで公開され、2010年7月10,11日初日2日間で興収6億2,947万1,700円、動員は60万602人になり映画観客動員ランキング（興行通信社調べ）で初登場第2位となった。また、ぴあ初日満足度ランキング（ぴあ映画生活調べ）でも第4位になっている。公開第4週には動員200万人を突破している。2010年8月12日の公開34日目には動員302万人興収31億円記録し、『ミュウツーの逆襲』からの映画13作のシリーズ累計観客動員が5555万人突破している。最終興収は41.6億円になり2010年度興行収入邦画第5位となっている。
本作品では、プロモーション協力に、テレビシリーズのネット局に加え、関連番組『ポケモン☆サンデー』のみを放送 していたサンテレビジョン（独立UHF放送局・兵庫県）も参加している。

## 前売り券・配布ポケモン
本作の劇場版の前売り券の引換え券でもらえるポケモンは色違いのエンテイ・ライコウ・スイクンのうちの一匹である。
覚えている技は3体とも通常では覚えられない技のみである。また、この3体の内どれでも1体を『ブラック・ホワイト』に転送すると、野生のゾロアークと戦闘するイベントを発生させられる。
また、映画館ではワイヤレス通信でセレビィが配布された。このセレビィは『ハートゴールド・ソウルシルバー』上でロケット団のサカキに関するイベントを発生させる鍵となる。また、後の『ブラック・ホワイト』に転送すると、ゾロアと出会い仲間にするイベントを発生させられる。
なお、これらのイベントは1つのカートリッジにつき1回しか発生せず、一度これらのイベントを発生させてしまったポケモンを別のカートリッジに送ってもこれらのイベントを再び発生させることはできない。

## あらすじ
サッカーとバスケットボールの要素を織り交ぜた新スポーツ「ポケモンバッカー」のワールドカップが開かれるクラウンシティを目指していたサトシ達は、その道中でヤルキモノの集団に追い詰められていたポケモン・ゾロアと出会う。ゾロアはテレパシーを使い、「マァを助けに行く」とサトシ達に言う。ピカチュウ達の説得もあって、サトシ達はゾロアに協力する事を決め、ゾロアと共にクラウンシティへと向かった。
しかしサトシ達がクラウンシティに着いた時、街の旧市街に繋がる橋が全て封鎖されていた。伝説のポケモンであるライコウ・エンテイ・スイクンが悪のポケモン・ゾロアークに操られて暴れているのだという。そこへ巨大企業コーダイネットワークの社長・コーダイが旧市街に立ち入らないようにとモニターで勧告を出していた。しかし、その暴れているゾロアークこそがゾロアの探していた「マァ」だったのだ。
新聞記者のクルトの協力により旧市街に入る事ができたサトシ達は、そこで騒動の黒幕がコーダイであるという決定的な証拠を掴んでいく。その途中で一行はコーダイの罠にかかり捕まってしまうが、コーダイの秘書として潜入調査していたクルトの仲間・リオカに助けられる。
果たしてコーダイのその邪悪な野望とは。サトシ達はその野望を阻止できるのか。そしてゾロアは無事にゾロアークと再会できるのか? 今、ポケモン史上最大の"化かし合い"が始まる。

## 登場人物・キャスト

### レギュラーキャラクター
サトシ
声 - 松本梨香
このアニメの主人公。マサラタウン出身。ポケモンマスターを目指して旅をする10歳の少年。
タケシ
声 - うえだゆうじ
ニビシティ出身。ニビジムの元ジムリーダー。世界一のポケモンブリーダーを目指し、サトシと共に旅をする15歳の少年。
ヒカリ
声 - 豊口めぐみ
このアニメのもう一人の主人公。フタバタウン出身。トップコーディネーターを目指し、ポケモンコンテストに挑む10歳のポケモンコーディネーター。
ムサシ
声 - 林原めぐみ
ロケット団の下っ端女性団員。3人そろって変装した状態でサトシ達に声をかける場面があるが、変装しているため彼らに気づかれなかった。ラストのコジロウの問いに未来が見えないから今が楽しいと答えた。
コジロウ
声 - 三木眞一郎
ロケット団の下っ端男性団員。ラスト、今回の一件で他の二人に未来が見えたらどうすると問いた。
ニャース
声 - 犬山イヌコ
ロケット団に所属するポケモン。人間の言葉を話すことができる。ラストのコジロウの問いにそんなのつまんないと答え、理由を話そうとしたら、ムサシに先に言われてしまう。
ジョーイ
声 - 山口由里子
ジュンサー
声 - 西村ちなみ
サトシのポケモン
ピカチュウ
声 - 大谷育江
技：10まんボルト、アイアンテール、ボルテッカー
サトシの1番のパートナー。
ドダイトス
ゴウカザル

ムクホーク
ブイゼル
フカマル

タケシのポケモン
グレッグル

技：どくづき、かわらわり
ウソッキー

技：アームハンマー
ピンプク

ヒカリのポケモン
ポッチャマ
声 - 小桜エツ子
ヒカリの最初のポケモン。
ミミロル
声 - 雪野五月
パチリス
マンムー

技：こおりのつぶて
ヒノアラシ
トゲキッス

ムサシのポケモン
ソーナンス

ナレーション
声 - 石塚運昇

### ゲストキャラクター
グリングス・コーダイ
声 - 陣内孝則（特別出演）
本作のゲスト悪役。巨大企業「コーダイネットワーク」社長である実業家。20年前にセレビィの時渡りのポイントである「時の波紋」の力を手に入れ、「未来のビジョン」を見る能力が発現、それにより巨万の富を築いた。表向きは紳士的な人物だが、裏では冷酷かつ自己中心的な姿勢の持ち主。
未来を見る力が尽きかけた事で、「時の波紋」を再び求めて未来のビジョンに従いクラウンシティに再来、ゾロアを人質にとったと誤解させる事でゾロアークを暴れさせ、クラウンシティを混乱に陥れて住民を避難という形で追い出させる。ゾロアやゾロアークの幻影を解除する機械「幻影キャンセラー」を持つ。
最終的には自分の悪事を暴露していたところ、クルトに撮影されて大々的に報道され、グーンと共にジュンサーに逮捕された。
使用ポケモン
カゲボウズ
技：みやぶる、シャドーボール、10まんボルト
ムウマージ
声 - 井上喜久子
技：サイコウェーブ

グーン
声 - 山寺宏一（特別出演）
コーダイのボディーガード。虫ポケモンを使用する。
使用ポケモン
テッカニン
技：シャドーボール
ハッサム
声 - 金光宣明、酒巻光宏
技：シザークロス
「シザークロス」が使える。2010年6月 - 7月の間、ニンテンドーWi-Fiコネクションにて配信。
リオカ
声 - 加藤夏希（特別出演）
新聞記者でクルトの部下。コーダイの秘書になりすまし、コーダイの秘密を追う。名前の由来は神田莉緒香から。
クルト
声 - 塚本高史（特別出演）
新聞記者。コーダイの秘密を追う。コロモリがあしらわれた帽子をかぶっている。
使用ポケモン
ドーミラー
声 - 阪口大助
技：フラッシュ、てっぺき

プルーフ
声 - 中川翔子（特別出演）
ポケモンバッカーのチーム・テンガンファイターズのサポーター。「ビクティニと黒き英雄ゼクロム」「ビクティニと白き英雄レシラム」のエンディングにも少しだけ登場する。
ジョー
声 - 藤本譲
クラウンシティ在住の時計職人。クルトの祖父。セレビィの再来をトモから聞き、ゾロアーク襲来後も避難せず街に残りサトシらをサポートする。
使用ポケモン
グラエナ
技：かぎわける

トモ
声 - さとうあい
クラウンシティ在住の花屋。再来したセレビィを目撃した事で、ゾロアーク襲来後も避難せず街に残りサトシらをサポートする。
使用ポケモン
モジャンボ
声 - 伊東みやこ
技：ねむりごな

### ゲストポケモン
ゾロア
声 - 間宮くるみ
技：かみつく、きりさく
本作のゲスト主人公とされるポケモン。ゾロアークを「マァ」と親のように慕い静かに暮らしていたが、コーダイの計画のためにゾロアーク共々連れ去られて来る。テレパシーによって人間と会話できるが、いつもはゾロアークの言いつけにより人間との会話は控えている。特性「イリュージョン」により他のポケモンや人間に化ける事ができるが、人間に化けた時は尻尾までは隠す事ができず、尻尾をつかまれると元に戻ってしまう。イタズラ好きだが、勇敢な性格。
コーダイによってゾロアークから引き離されるも、飛行艇から自力で脱出、ゾロアークを助けようとクラウンシティに向かい、偶然出会ったサトシ一行やセレビィと共にコーダイに立ち向かう。
ゾロアーク
声 - 朴璐美
技：ナイトバースト、あくのはどう、つじぎり
ゾロアと共に静かに暮らしていたが、コーダイの計画のためにゾロア共々連れ去られてくる。コーダイにゾロアを人質にとられたと騙され、スイクン、エンテイ、ライコウに化けてクラウンシティを混乱に陥れ、コーダイの巧みな虚言により全ての罪をなすり着けられ、クラウンシティの全住民とポケモン達の怒りの矛先を向けられてしまう。サトシ達の奮闘によって誤解は解かれ、和解した。
セレビィ
声 - 釘宮理恵
映画第4作に登場したものとは別個体。時渡りのためのエネルギーが詰まったポイント・「時の波紋」を求めてクラウンシティに現れる。植物や他のポケモンに生命エネルギーを分け与える能力を持つ。偶然出会ったゾロアと友情を築く。
ライコウ、エンテイ、スイクン
声 - 小西克幸、三宅健太、古島清孝
技：ほうでん、チャージビーム、はどうだん、しんそく（ライコウ）フレアドライブ、オーバーヒート、しんそく（エンテイ）ぜったいれいど、エアスラッシュ、しんそく（スイクン）
クラウンシティの守り神と伝えられるポケモンで、色違いの個体が登場。街に危機が訪れるとそれを察知して現れる。

## スタッフ
- 原案 - 田尻智、増田順一、杉森建
- スーパーバイザー - 石原恒和
- アニメーション監修 - 小田部羊一
- エグゼクティブプロデューサー - 久保雅一、伊藤憲二郎
- プロデューサー - 盛武源、吉川兆二、川崎由紀夫、岡本順哉、福永晋
- アニメーションプロデューサー - 神田修吉
- アシスタントプロデューサー - 島村優子、下平聡士、村椿拓郎、小田原明子、穴見礼
- アソシエイトプロデューサー - 川原章三、山内克仁、川瀬好一、澤田寛人、小安宏幸、弓矢政法、紀伊高明
- 脚本 - 園田英樹
- 絵コンテ - 湯山邦彦、吉川博明、日高政光、深沢幸司、高橋ナオヒト、外山草、飯島正勝、木村哲、西村博之
- 演出 - 飯島正勝、外山草、吉川博明、深沢幸司、細田雅弘
- キャラクターデザイン - 毛利和昭、佐藤和巳、一石小百合、松原徳弘、山田俊也
- 美術設計 - 田中俊成
- デザインワークス - 深沢幸司、コレサワシゲユキ、枝松聖、石本剛啓、近永健一
- 総作画監督 - 毛利和昭、佐藤和巳
- 作画監督 - 松原徳弘、一石小百合、田口広一、佐藤陵、藤井智之、志村隆行、新岡浩美、馬場俊子、山崎展義、菅野智之、松岡秀明
- 動画チェック - 榎本冨士香、室岡辰一、齋藤友希、平出差知予、田中敏美、臼井香織
- 色彩設計 - 佐藤美由紀、吉野記通
- 色指定 - 佐藤直、岡宮志帆、鈴木美代子、野地弘納
- 検査 - 塚田真由美、金田昌子、奥井恵美子、伊藤敦子、伊藤良樹、高橋祐、古河寿子、袴田純子
- 特殊効果 - 太田憲之
- デジタルコーディネート - 大竹研次
- 美術監督 - 秋葉みのる
- 美術監督補佐 - 片岡一巳
- 美術担当 - 新井邦晴、小原清美
- 撮影監督 - 水谷貴哉
- 2Dコンポジットディレクター - 池田新助
- 2Dコンポジットアドバイザー - 吉田光伸
- CGIプロデューサー - 坂美佐子
- CGIスーパーバイザー - 近藤潤
- CGI監督 - 伊藤良太
- 編集 - 辺見俊夫
- 編集助手 - ジェイ・フィルム、野川仁、小守真由美
- 現像 - イマジカ
- 音楽 - 宮崎慎二
- 音楽プロデューサー - 篠原一雄、齋藤裕二
- 一部原曲・作曲 - 一之瀬剛、佐藤仁美、青木森一
- 音響プロデューサー - 南沢道義、西名武
- 音響監督 - 三間雅文
- 制作担当 - 小板橋司
- 制作デスク - 大杉善信
- 設定制作 - 藤井康晶
- 制作進行 - 菊地勇、宇舘佑希、田中和美、劉鴻冕、中村悟、田中貴士、大塚大、DANGUN PICTURES（岩田匡弘）
- 制作 - ShoPro
- アニメーション制作 - OLM Team Koitabashi
- 監督 - 湯山邦彦
- 製作 - ピカチュウプロジェクト（The Pokémon Company、小学館、テレビ東京、メディアファクトリー、タカラトミー、ジェイアール東日本企画、OLM、ShoPro）

## 主題歌
エンディングテーマ「アイスクリーム シンドローム」
作詞・作曲・編曲・歌 - スキマスイッチ

## 映像ソフト化
- 本編のDVDは、2010年12月17日発売。

## 関連CD
- 劇場版ポケットモンスター ダイヤモンド&パール 幻影の覇者 ゾロアーク ミュージックコレクション

## コミカライズ
『月刊コロコロコミック』で漫画版が2010年6月号から8月号にかけて掲載された。単行本も発売されている。作画担当の井上桃太は後に同雑誌にて『黒き英雄 ゼクロム』〜『神速のゲノセクト』のコミカライズも担当した。

## ノベライズ
2010年8月5日に小学館ジュニアシネマ文庫から発行。作者は世良ふゆみ。小説版が発行されるのは、2001年の『セレビィ 時を超えた遭遇』以来である。
劇場版との違いや追加点など。
- クラウンシティに向かう途中のサトシ達が、森で迷っていない。
- 20年前、クラウンシティの緑が枯れた事件の当時、クルトは5歳、コーダイは20歳という描写がある。
- ゾロアークとゾロアの出会いのエピソードが追加されている。
- ゾロアがヒカリに化けるシーンがカットされている。
- 最後のロケット団のシーンがカットされている。